# Мегатренд универзитет
Мегатренд универзитет је приватни универзитет у Београду. Основан је 1989. године под називом Пословна школа Мегатренд, док касније мења име у Мегатренд универзитет. Године 2015. променио је назив у Универзитет Џон Незбит, а 2017. име је поново промењено у Мегатренд универзитет.
Има негативну репутацију због низа контроверзи, као и тврдњи да је млин за дипломе, да је лажно рекламирао међународну универзитетску мрежу која не постоји, да је његова листа предавача лажна, као и да преувеличава број уписаних студената и друге статистике. Крајем августа 2024. Министарство просвете Републике Србије је донело одлуку о одузимању дозволе за рад Мегатренд универзитету, али је она у септембру исте године поништена.

## Историја
Пословна школа Мегатренд, која је основана у Београду 1989. године, била је претеча свих институција које чине садашњи Мегатренд универзитет.
Током 1991. године Пословна школа Мегатренд је заједно са Техничким факултетом у Бору увела уводни курс за дипломске студије менаџмента. Овај пројекат, који је био први овог типа у југоисточној Европи, финансијски је подржала Фондација Темпус Европске уније која је био посебно намењена развоју пословног образовања. Касније је Геоекономски факултет био први институт те врсте у региону. У јуну 2000. године Министарство високог образовања Србије одобрило је формирање Мегатренд универзитета примењених наука у Београду.
Мегатренд универзитет је 2008. тврдио да има 26.000 уписаних студената, што га чини далеко најпопуларнијим приватним универзитетом у Србији.
Мегатренд је 2011. године купио пословање пропалог Интернационалног универзитета у Бечу, стварајући Мегатренд интернационални универзитет у Бечу који није добио акредитацију пре неликвидности 2013. године.
Универзитет Мегатренд је члан Евроазијског удружења за студије менаџмента, која организује годишње конференције у Европи и Азији на којима се расправља о економским и управљачким питањима, као и да промовише истраживање и издаваштво.
Савет Мегатренд универзитета је 2015. променио назив институције у Универзитет Џон Незбит након што су се појавиле контроверзе око Мегатренд универзитета. Име је поново промењено у Мегатренд универзитет 2017. године.
Од 2019. године Мегатренд универзитет има 3.526 уписаних студената, што га чини четвртим највећим приватним универзитетом у Србији. Међутим, након бројних контроверзи, 2022. године постаје универзитет с најмањим бројем уписаних студената у Србији. Оснивач и власник Мегатренда Мића Јовановић је у новембру 2019. открио да је универзитет продат, наводно, за 56,1 милион евра Дејану Ђорђевићу, који води неоткривени конзорцијум немачких фондова, за који је Јовановић рекао да није сигуран да ли постоји.
Универзитету је августа 2024. одузета дозвола за рад. Међутим у септембру исте године одлука Министарства је поништена те је Мегатренд универзитет наставио с радом.

## Организација
У саставу Мегатренд универзитета радили су следећи факултети:
| - Београд - Факултет за пословне студије - Факултет за културу и медије - Правни факултет - Геоекономски факултет - Факултет за компјутерске науке - Факултет за цивилно ваздухопловство - Факултет за уметност и дизајн | - Зајечар - Факултет за менаџмент - Вршац - Факултет за пословне студије - Ваљево - Факултет за пословну економију - Пожаревац - Факултет за пословне студије - Бачка Топола - Факултет за биофарминг |

## Руководство
- Проф. др Мића Јовановић, ректор Универзитета
- Проф. др Драган Никодијевић, проректор за научноистраживачки рад
- Проф. др Миливоје Павловић, проректор за односе с јавношћу
- Проф. др Слободан Пајовић, проректор за међународну сарадњу
- Проф. др Драган Ђурђевић, проректор за наставу

## Истакнути алумнисти
- Наташа Беквалац, певачица
- Миа Борисављевић, певачица
- Ирена Вујовић, политичарка
- Новак Ђоковић, тенисер
- Зоран Ђорђевић, политичар
- Јелена Јанковић, тенисерка
- Драгана Косјерина, ТВ водитељка
- Милица Мандић, теквондисткиња
- Сања Маринковић, ТВ водитељка
- Бобан Марјановић, кошаркаш
- Драгана Мићаловић, глумица
- Милица Павловић, певачица
- Небојша Стефановић, политичар
- Милош Теодосић, кошаркаш
- Јелена Томашевић, певачица
- Марија Шерифовић, певачица
- Муамер ел Гадафи, почасни докторанд.[20]

## Контроверзе

### Дипломе
Група српских научника из Уједињеног Краљевства је оспорила оригиналност доктората који је на овом универзитету стекао министар унутрашњих послова Небојша Стефановић. Након тога, Министарство просвете, науке и технолошког развоја је утврдило да је тврдња ректора овог универзитета Мића Јовановића да поседује докторат са Лондонске школе економије стечен 1983. године неистинита, услед чега је он поднео оставку 2014. године. Јовановић се вратио на чело ове институције 2017. године.
Споран је и процес нострификације дипломе основних студија Стефановића, који је студирао на Megatrend International Expert Consortium Limited предузећу регистрованом у Лондону (студије су се одвијале у Сава центру), а Факултет за пословне студије Мегатренда му је нострификовао диплому, иако је није издала академска институција.

### Продаја
Мића Јовановић је 27. новембра 2019. продао целокупни власнички удео у универзитету наводном конзорцијуму немачких фондова који представља Дејан Ђорђевић за 56,1 милион евра, наводећи као разлог петогодишњу негативну кампању у медијима против универзитета чији је врхунац документарни филм N1 телевизије „Мега дипломац” о студијама министра унутрашњих послова Небојше Стефановића и о неправилностима у пословању Мегатренда. Међутим, N1 је објавио да руководство фонда који је купац Мегатренда не постоји и да су фотографије његових чланова на сајту фотографије модела, а да је фирма у Србији регистрована као друштво са ограниченом одговорношћу за канцеларијске услуге, увоз и извоз машина за копирање и трговину аутомобилима.